# Dorna Sports
Dorna Sports S.L. è una società spagnola che gestisce la parte commerciale di eventi sportivi (principalmente motociclistici).

## Storia
Fondata nel 1988 dalla banca Banesto col nome di Dorna promoción del deporte quale società di marketing e management sportivo. Ha sede a Madrid con uffici a Barcellona, Londra e Tokyo.
Nel 1998 fu venduta a CVC Madrid prendendo al tempo stesso l'attuale denominazione. Il gruppo di private equity Bridgepoint Capital ha acquisito dal 2006 la maggioranza delle azioni di Dorna Sports.
A partire dal 1992 inizia a gestire il settore commerciale del motomondiale, mentre dal 2012 acquisisce anche quelli del campionato mondiale Superbike, mondiale Supersport e Superstock 1000 FIM Cup.